# Стриков
Стриков (пољ. Stryków) град је у Пољској у Војводству лођском. По подацима из 2012. године број становника у месту је био 3552.

## Становништво
| 2012. |
| ----- |
| 3.552 |